# الغيرة (فلم)
الغيرة هو فيلم مصري تم إنتاجه عام 1946، تأليف بديع خيري، وإخراج عبد الفتاح حسن و بطولة عقيلة راتب وبرهان صادق.

## القصة
تنمو قصة حب بين أحد الرياضيين الشبان وبين جارته، يحلم الشاب أن يحقق بطولة في مجال الرياضة، تلتف البنات حوله، وتسعى واحدة إلى إيقاعه في حبائلها، مما يولد مشاعر الغيرة في قلب حبيبته التي تهجره، يكاد الشاب أن يسقط في هوى المرأة الفاتنة، ثم يتراجع في آخر لحظة ويحقق البطولة ثم يعود إلى فتاته.

## فريق العمل
إخراج: عبد الفتاح حسن
تأليف: بديع خيري 
إنتاج: أفلام الهلال
بطولة:
- عقيلة راتب
- برهان صادق
- محمود المليجي
- بشارة واكيم
- سامية فهمي

## روابط خارجية
- مقالات تستعمل روابط فنية بلا صلة مع ويكي بيانات